# Parano (film, 1980)
Pour plus de détails, voir Fiche technique et Distribution.
Parano est un film français réalisé par Bernard Dubois et sorti en 1981.

## Fiche technique
- Titre : Parano
- Réalisation : Bernard Dubois
- Scénario : Bernard Dubois
- Photographie : Paul Bonis
- Son : Antoine Bonfanti
- Décors : Roberto Gentile
- Montage : Yann Dedet
- Musique : Walter Martino
- Société de production : Les Films du Palatino
- Pays de production :  France
- Durée : 80 minutes
- Date de sortie : France - 18 mars 1981

## Distribution
- Jean-Pierre Léaud
- Agathe Vannier
- Lou Castel
- Stefania Casini
- Joe Dalessandro
- Bernard Dubois